# Represa de Las Macagua
La Represa de Macagua, donde se ubica la Central Hidroeléctrica "Antonio José de Sucre", es una represa cuyo terraplén son secciones de concreto a gravedad sobre el río Caroní en Ciudad Guayana, Estado Bolívar, Venezuela. Se encuentra a 10 kilómetros río arriba de la confluencia de los ríos Caroní y Orinoco, 81 kilómetros aguas abajo del sistema hidroeléctrico suministrado por el río Caroní represado en el lago Guri y 22 kilómetros aguas abajo de la Represa de Caruachi. El objetivo principal de la presa es la generación de energía hidroeléctrica
La Represa de Macagua forma parte del “Plan Nacional de Electrificación” de 1956 para incrementar la producción de energía hidroeléctrica y el ahorro de petróleo como combustible de las termoeléctricas como resultado de la "Comisión de Estudios para la Electrificación del Caroní" creado en 1953 por la Corporación Venezolana de Fomento bajo la dirección del ingeniero Rafael Alfonzo Ravard

## Historia

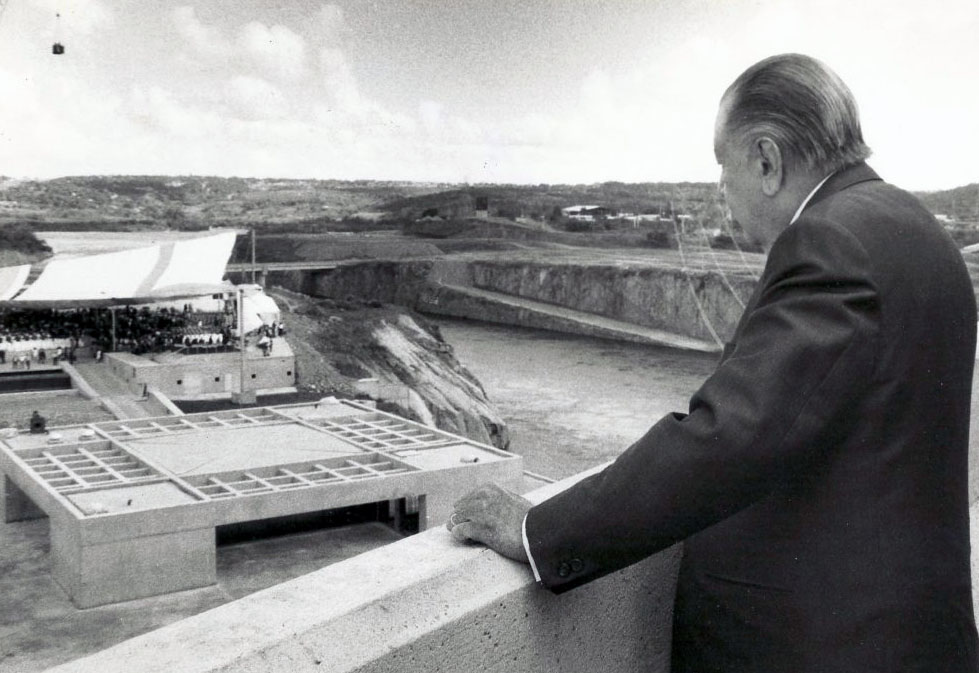
Inauguración del Complejo Hidroeléctrico Macagua II el 23 de enero de 1997, por parte del presidente Rafael Caldera.

Una de las primeras tareas realizadas por la   Corporación Venezolana de Fomento   (CVF) después de su creación en 1946 figuró el análisis sobre la posibilidad de aprovechar el potencial hidroeléctrico del río Caroní. En 1947 la CVF firmó con la empresa norteamericana Burns & Roe lo que sería el anteproyecto para el diseño de un "Plan Nacional de Electrificación". Estos estudios determinaron la conveniencia de aprovechar los saltos inferiores del bajo Caroní. En 1955 se decidió dar inicio al proyecto dada la necesidad de la demanda que tenía el país, el desarrollo de la Región Guayana y de la recién creada Empresa de la Siderúrgica de Venezuela SIDOR. En 1959 se prueba la primera turbina Francis instalada de fabricación alemana, para 1960 se crea la Corporación Venezolana de Guayana (CVG)

## De las presas y plantas de energía
La represa de Macagua presenta una altura 69 metros y 3537 metros de largo con la presa de terraplén secciones de gravedad de hormigón para cada una de las tres centrales diferentes. La represa fue construida en tres etapas diferentes dentro de una misma zona del río Caroní
- Macagua I

Fue la primera etapa del proyecto construido entre 1956 hasta 1961 Localizada 8°18' 02 "N - 62 °39 '52 "O, consta de 6 turbinas generadoras tipo Francis de 64 MW cada una, lo que le da un total de potencia instalada de 384 MW. (6 x 64)
- Macagua II

Este proyecto se inicia en 1990 con un crédito externo de unos 1.200 millones de dólares logrado a través de la reestructuración de la deuda, está localizada 8°18'14 "N - 62 ° 40'04" O contiene 12 turbinas generadoras tipo Francis cada una con una potencia de 216 MW lo que le da una potencia total instalada de 2.592 MW. En 1996 el proyecto recibió el Premio Construcción otorgado por la Cámara Venezolana de la Construcción.
- Macagua III

Localizada a 8° 18' 09"N – 62º 40'46" O contiene 2 turbinas generadoras tipo Kaplan cada una con una potencia 88 MW, lo que da una potencia total instalada de 176 MW. 
En conjunto, la capacidad total de generación de las tres centrales es de 3152 MW. Macagua II y III estaban en funcionamiento en 1996 e inaugurado en enero de 1997.
En 2010, Macagua I estaba pasando por una remodelación con el fin de aumentar la capacidad de cada generador de 64 MW a 79,5MW. El primer generador se completó en 2010, el segundo se espera que esté terminado en 2011 y otro en cada año sucesivo
En el año 2014 se paralizó la rehabilitación de la obra de la represa, al caer en default la empresa argentina contratista IMPSA. En diciembre de 2018 se reinicio las negociaciones, con IMPSA con un accionariado diferente (65 % acciones del BID, Banco de la Nación, Bonistas y 35 % Familia Pescarmona), comprometido a la rehabilitación de los seis generadores para Macagua I.
En un informe de marzo de 2020 en Macagua I solo operaba un generador de las seis; en Macagua II, funcionaban diez de las doce turbinas; y en Macagua III sus dos turbinas Kaplan permanecían sin trabajar.

## Véase también

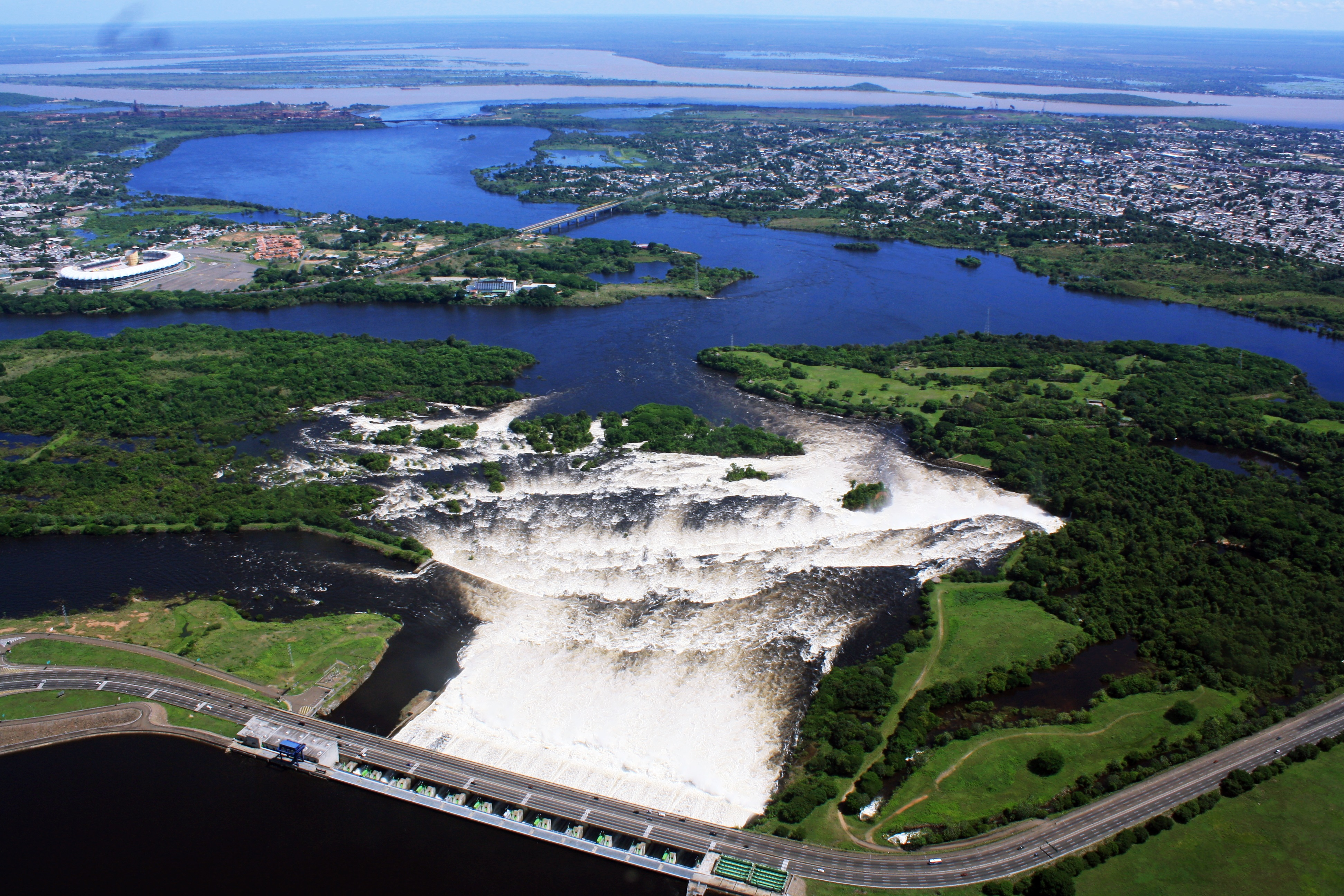
Aliviadero del embalse Macagua